# Teresa Jordà i Roura
Teresa Jordà i Roura (Ripoll, 19 de juny del 1972) és una política catalana, consellera d'Acció Climàtica, Alimentació i Agenda Rural, entre el 26 de maig de 2021 i el 12 de juny de 2023, amb el Govern de Pere Aragonès i candidata per Esquerra Republicana a les Eleccions generals espanyoles de 2023.
Anteriorment, ha sigut d'Agricultura, Ramaderia, Pesca i Alimentació del Govern de Catalunya, del maig de 2018 al maig de 2021, amb el Govern de Quim Torra. Entre 2003 i 2011 va ser alcaldessa de Ripoll i entre 2011 i 2018, diputada al Congrés dels Diputats.

## Biografia
És llicenciada en Història Moderna i Contemporània per la Universitat Autònoma de Barcelona. Militant d'Esquerra Republicana de Catalunya, és regidora de l'Ajuntament de Ripoll des del 1999 i en va ser alcaldessa entre el 2003 i el 2011. A més d'alcaldessa, va ser la responsable de la regidoria de Promoció Econòmica, Turisme i Fires; vicepresidenta de la Fundació Eduard Soler de Ripoll; presidenta de la Fundació Guifré (Residència Geriàtrica de Ripoll); va formar part de l'executiva de la Federació de Municipis de Catalunya, per la qual cosa va ocupar el càrrec de presidenta de la Comissió Econòmica i d'Ocupació, i també va ser membre del Consell d'Administració del SOC.
En les eleccions del 2011 va ser escollida diputada al Congrés dels Diputats per la circumscripció de Girona. El 2015 i 2016 es presentà a la reelecció i fou re-escollida.
El 2018 va renunciar a l'escó en ser nomenada consellera d'Agricultura, Ramaderia, Pesca i Alimentació del govern de Quim Torra. Sota el seu mandat, s'han publicat les lleis d'espais agraris, de protecció d'oliveres monumentals, de la vitivinicultura i contra el malbaratament alimentari. També es va establir el Pla estratègic del Cos d'Agents Rurals per al període 2019-2024 i el Pla Estratègic de l'Alimentació de Catalunya. Ara bé, no es va arribar a acordar el Pacte Nacional per la Política Alimentària.
Pel que fa a les eleccions al Parlament de Catalunya de 2021, fou la cap de llista d'ERC a la circumscripció de Girona.
El 26 de maig de 2021 va ser nomenada consellera de d'Acció Climàtica, Alimentació i Agenda Rural, càrrec que va ostentar fins al 12 de juny de 2023 al ser substituïda per David Mascort.